# Hijade (zvezdani klaster)
Hijade (/ˈhaɪ.ədiːz/; grčki Ὑάδες, takođe poznate kao Koldvel 41, Kolajnder 50, ili Melot 25) najbliže je rasuto jato i jedan i najviše izučavanih zvezdanih klastera. Smešten na udaljenosti od oko 153 svetlosne godine (47 parseksa) od Sunca, sastoji se od grubo sferične grupe od stotina zvezda koje dele isto doba, mesto porekla, hemijske karakteristike, i kretanje kroz svemir. Iz perspektive posmatrača na Zemlji, klaster Hijade pojavljuje se u sazvežđu Bik, pri čemu njegove najsjajnije zvezde formiraju "V" oblik zajedno sa još svetlijim Aldebaranom. Međutim, Aldebaran nije povezan sa Hijadama, pošto se nalazi mnogo bliže Zemlji i jednostavno se dešava da leži uz istu liniju vida.
Pet najsjajnijih zvezda Hijada je konzumiralo vodonično gorivo u svojim jezgrama, i sada su u proceu evolucije u džinovske zvezde. Četiri od tih zvezda, sa Bajerovim oznakama Gama, Delta 1, Epsilon i Teta Tavri, čine asterizam koji je tradicionalno identifikovan kao glava Bika Tavri. Peta od ovih zvezda je Teta1 Tavri, bliska golim okom vidljiva suputnica svetlije zvezde Teta2 Tavri. Epsilon Tavri, poznata kao Ain („Bikovo oko”), se smatra da ima egzoplanetu koja je gasni džin, prvu planetu koja je pronađena u bilo kom otvorenom klasteru.
Procenjuje se da je starost Hijada oko 625 miliona godina. Jezgro jata, gde su zvezde najgušće pakovane, ima radijus od 88 svetlosnih godina (27 parseksa) i plimni radijus klastera - gde zvezde potpadaju pod snažnije uticaje gravitacije okolne okružujuće galaksije Mlečni put - je 33 svetlosne godine (10 parseka). Međutim, oko jedne trećine potvrđenih zvezda članica uočeno je znatno izvan prethodno pomenute granice, u širem halou klastera; ove zvezde su verovatno u procesu bekstva od svog gravitacionog uticaja.

## Lokacija i kretanje
Klaster je dovoljno blizu Sunca da se njegova udaljenost može direktno meriti posmatrajući iznos pomeranja paralaksa zvezda članica dok Zemlja orbitira oko Sunca. Ovo merenje je izvršeno sa velikom tačnošću pomoću satelita Hiparkos i svemirskog teleskopa Habl. Alternativni metod računanja rastojanja je da se uklope članovi klastera u standardizovani infracrveni dijagram boja i magnituda za zvezde njihovog tipa, i da se koriste dobijeni podaci da se izvede njihova unutrašnja sjajnost. Poređenje ovih podataka sa sjajnošću zvezda koje se vide sa Zemlje omogućava procenu njihovih rastojanja. Obe metode su dale procenu udaljenosti od  153 light-years (47 parsecs) do centra klastera. Činjenica da se nezavisna merenja slažu čini Hijade važnim korakom na lestvici kosmičkih rastojanja u metodima za procenu rastojanja ekstragalaktičkih objekata.
Zvezde Hijada su više obogaćene težim elementima od Sunca i drugih običnih zvezda u solarnom okruženju, sa ukupnim metalikom klastera izmerenim na +0,14. Jato Hijade je povezano sa drugim zvezdanim grupama u blizini Sunca. Njegova starost, metalnost i pravilno kretanje poklapaju se sa onima većeg i udaljenijeg klastera Prajsipi, a putanje oba klastera mogu se pratiti unazad do istog regiona svemira, što ukazuje na zajedničko poreklo. Još jedan povezana grupa je Hijadni potok, velika kolekcija rasutih zvezda koje takođe dele sličnu putanju sa jatom Hijada. Nedavni rezultati su otkrili da najmanje 15% zvezda u potoku Hijada deli isti hemijski otisak kao i zvezde u jatu Hijada. Međutim, pokazalo se da oko 85% zvezda u potoku Hijade nije potpuno povezano sa originalnim jatom na osnovu različite starosti i metalnosti; njihovo zajedničko kretanje se pripisuje efektima plime i oseke masivne rotirajuće prečage u centru galaksije Mlečni put. Među preostalim članovima Hijadskog toka, zvezda domaćin egzoplanete Jota Horologi nedavno je predložena kao odbegli član primordijalnog klastera Hijada.

## Morfologija i evolucija
Sve zvezde se formiraju u jatima, ali većina klastera se raspada manje od 50 miliona godina nakon što se formiranje zvezda završi.. Astronomski izraz za ovaj proces je „isparavanje”. Samo izuzetno masivna jata, koja kruže daleko od galaktičkog centra, mogu da izbegnu isparavanje tokom produženog vremenskog perioda. Kao jedan od takvih preživelih, jato Hijade je verovatno sadržalo mnogo veću populaciju zvezda u svom povoju. Procene njegove prvobitne mase kreću se od 800 do 1600 puta veće od mase Sunca (M☉), što implicira još veći broj pojedinačnih zvezda.

### Zvezdane populacije
Teorija predviđa da bi mlado jato ove veličine trebalo da izrodi zvezde i subzvezdane objekte svih spektralnih tipova, od ogromnih, vrućih O zvezda do tamnih smeđih patuljaka. Međutim, studije o Hijadi pokazuju da ima manjak zvezda u oba ekstrema mase. Pri starosti od 625 miliona godina, isključenje glavne sekvence jata je oko 2,3 M☉, što znači da su sve teže zvezde evoluirale u subgigante, divove ili bele patuljke, dok manje masivne zvezde nastavljaju da spajaju vodonik na glavnoj sekvenci. Opsežna istraživanja su otkrila ukupno 8 belih patuljaka u jezgru klastera, što odgovara završnoj evolucionoj fazi njegove originalne populacije zvezda B-tipa (svaki oko 3 M☉). Prethodnu evolucionu fazu trenutno predstavlja klaster od četiri crvena giganta. Njihov trenutni spektralni tip je K0 III, ali sve su zapravo „penzionisane A zvezde” od oko 2,5 2.5 M☉. Dodatni „beli džin” tipa A7 III je primarni od θ² Tauri, binarnog sistema koji uključuje manje masivnog pratioca spektralnog tipa A; ovaj par je vizuelno povezan sa θ¹ Tauri, jednim od četiri crvena giganta, koji takođe ima binarnog pratioca tipa A.

## Najsvetlije zvezde
Ovo je lista zvezda članica klastera Hijada koji su četvrte magnitude ili svetlije.
| Naziv         | HD    | Prividna magnituda | Zvezdana klasifikacija |
| ------------- | ----- | ------------------ | ---------------------- |
| Teta² Tavri   | 28319 | 3.398              | A7III                  |
| Epsilon Tavri | 28305 | 3.529              | K0III                  |
| Gama Tavri    | 27371 | 3.642              | G8III                  |
| Delta¹ Tavri  | 27697 | 3.753              | G8III                  |
| Teta¹ Tavri   | 28307 | 3.836              | G7III                  |
| Kappa Tavri   | 27934 | 4.201              | A7IV-V                 |
| 90 Tavri      | 29388 | 4.262              | A6V                    |
| Upsilon Tavri | 28024 | 4.282              | A8Vn                   |
| Delta² Tavri  | 27962 | 4.298              | A2IV                   |
| 71 Tavri      | 28052 | 4.480              | F0V...                 |

## Spoljašnje veze
- „Cl Melotte 25”. SIMBAD. Centre de données astronomiques de Strasbourg.
- Hijade (zvezdani klaster) на : DSS2, SDSS, GALEX, IRAS, Hydrogen α, X-Ray, Astrophoto, Sky Map, Чланци и слике